# Hôtel de La Meilleraye
L'hôtel de La Meilleraye (ou hôtel de Cossé) est un hôtel particulier situé au no 56 de la rue des Saints-Pères, dans le 7e arrondissement de Paris. Après avoir été le siège de l'École nationale d'administration de 1945 à 1978, il a été occupé par l'Institut d'études politiques de Paris. Il forme aujourd'hui, avec l'hôtel de Mortemart et l'hôtel du Lau d'Allemans, le cœur du campus parisien de Sciences Po.

## Histoire

### Construction et habitation (1640-1950)
Au XVIIe siècle, le terrain est acheté par un oncle du duc de Richelieu, Charles de La Porte, maréchal de La Mailleraye. Il y fait bâtir un hôtel particulier en 1640. L'architecte responsable de la construction est Daniel Gittard, qui avait déjà réalisé un hôtel particulier dans le quartier.
Lorsque l'École libre des sciences politiques achète l'hôtel du Lau d'Allemans en 1912, l'hôtel de La Meilleraye n'est séparé de l'école que par un jardin appartenant à l'hôtel du Lau d'Allemans. Jusqu'à la fin de la Seconde Guerre mondiale, l'hôtel appartient à la famille Firmin-Didot selon Richard Descoings, ou à la famille Bottin.

### Campus de l'Institut d'études politiques de Paris et de l’ENA (1951-...)
En 1951, la Fondation nationale des sciences politiques se porte acquéreur de l'hôtel de La Meilleraye. L'IEP prête les locaux à l'École nationale d'administration après en avoir organisé la réhabilitation. L'expression « traverser le jardin » signifie alors « être admis à l'ENA ». Le « Grand oral » du concours d'entrée se tient dans une pièce donnant sur le jardin. Les locaux sont toutefois exigus et ne peuvent contenir plus de deux promotions de l'école.
La Fondation nationale des sciences politiques cherche, au début des années 1970, à reprendre la main sur le bâtiment afin de faire face à l'augmentation de la population estudiantine. Lorsque l'école d'administration quitte l'hôtel en 1978, l'Institut d'études politiques affecte l'hôtel à des cours et des conférences de méthode. La grande salle sous les toits de l'hôtel porte le nom de François Goguel. La première promotion d'élèves issus de la Convention éducation prioritaire y fait sa rentrée.

## Dans la culture
Le livre de Daniel Derouin, L'aventure commence. 56, rue des Saints-Pères (1996), s'ouvre à l'hôtel de La Meilleraye.